# باتری ال‌آر۴۴

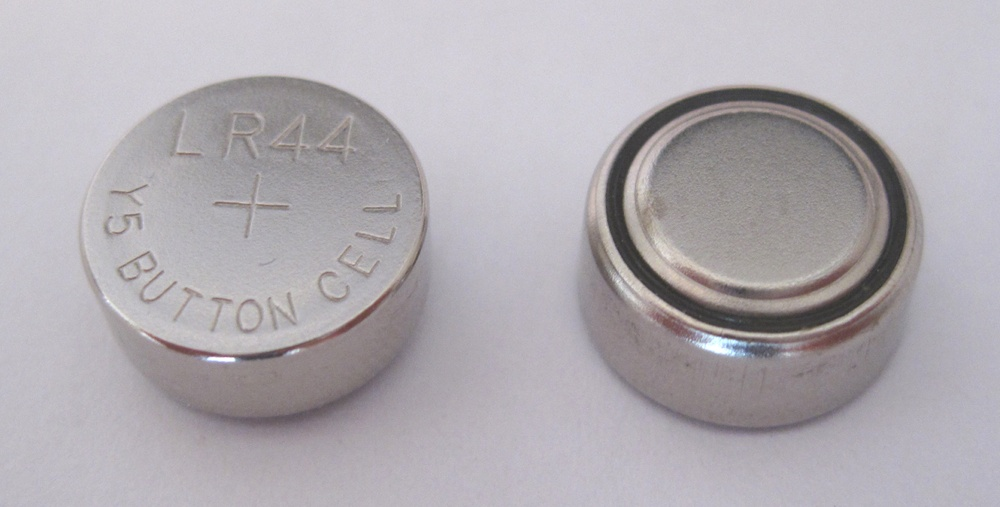
یک باتری قلیایی در سایز ال‌آر۴۴

باتری ال‌آر۴۴(به انگلیسی: LR44 battery) یکی از سایزهای استاندارد باتری‌های دکمه‌ای با یک و نیم ولت ولتاژ است که در ابزارهای قابل حملی چون ماشین حساب، چراغ‌های قوه کوچک، ابزار دقیق، کولیس دیجیتال،ساعت، اسباب بازی‌ها ،دماسنج دیجیتال ، دوربین عکاسی،لیزر های اسباب بازی و غیره، به کار می‌رود. این باتری به صورت یک سیلندر کوچک است که دو پایانه منفی و مثبت در دو انتهای این سیلندر قرار دارند. ابعاد استاندارد این باتری ۱۱٫۴±۰٫۲ میلی متر قطر و ۵٫۲±۰٫۲ میلی متر ارتفاع تعیین شده است.